# 一宮酒造
一宮酒造有限会社（いちのみやしゅぞう）は島根県大田市にある老舗酒造メーカー。創業は明治29年（1896年）。法人設立は昭和29年（1954年）。
2017年より杜氏（5代目蔵元杜氏）に就任している浅野 理可（あさの りか、1990年-）は島根県内では珍しい女性の杜氏である。
代表銘柄の「石見銀山」には「改良八反流」という酒米が使用されている。改良八反流は栽培が難しく生産されなくなっていたため「幻の品種」とも呼ばれていたが、地元の農家の力を借りて復活させている。
石見銀山大吟醸は、2021年の全国新酒鑑評会で金賞を受賞した。